# Bengbu
Bengbu (chinesisch 蚌埠市, Pinyin Bèngbù Shì) ist die drittgrößte Stadt in der chinesischen Provinz Anhui. Als bezirksfreie Stadt hat sie eine Fläche von 5966 km² und 3.392.000 Einwohner (Stand: Ende 2018). In dem eigentlichen städtischen Siedlungsgebiet von Bengbu leben 793.866 Menschen (Zensus 2010).

## Administrative Gliederung
Auf Kreisebene setzt sich Bengbu aus vier Stadtbezirken und drei Kreisen zusammen:
| Karte        | Karte     | Karte    | Karte         | Karte            | Karte        | Karte                       | Karte                                     |
| ------------ | --------- | -------- | ------------- | ---------------- | ------------ | --------------------------- | ----------------------------------------- |
|              |           |          |               |                  |              |                             |                                           |
| #            | Name      | chin.    | Pinyin        | Einwohner (2003) | Fläche (km²) | Bevölkerungs- dichte (/km²) |                                           |
| Stadtbezirke |           |          |               |                  |              |                             |                                           |
| 1            | Bengshan  | 蚌山区   | Bèngshān Qū   | 220 000          | 83           | 2 651                       | Zentrum, Sitz der Stadtregierung          |
| 2            | Longzihu  | 龙子湖区 | Lóngzǐhú Qū   | 230 000          | 162          | 1 420                       |                                           |
| 3            | Yuhui     | 禹会区   | Yǔhuì Qū      | 220 000          | 125          | 1 760                       |                                           |
| 4            | Huaishang | 淮上区   | Huáishàng Qū  | 200 000          | 232          | 862                         |                                           |
| Kreise       |           |          |               |                  |              |                             |                                           |
| 5            | Huaiyuan  | 怀远县   | Huáiyuǎn Xiàn | 1 260 000        | 2 400        | 525                         | Hauptort: Großgemeinde Chengguan (城关镇) |
| 6            | Wuhe      | 五河县   | Wǔhé Xiàn     | 700 000          | 1 580        | 443                         | Hauptort: Großgemeinde Chengguan (城关镇) |
| 7            | Guzhen    | 固镇县   | Gùzhèn Xiàn   | 600 000          | 1 363        | 440                         | Hauptort: Großgemeinde Chengguan (城关镇) |

## Ethnische Gliederung der Bevölkerung Bengbus (2000)
Beim Zensus 2000 wurden in Bengbu 3.288.329 Einwohner gezählt.
| Name des Volkes | Einwohner | Anteil  |
| --------------- | --------- | ------- |
| Han             | 3.253.062 | 98,93 % |
| Hui             | 32.662    | 0,99 %  |
| Mongolen        | 639       | 0,02 %  |
| Manju           | 387       | 0,01 %  |
| Yi              | 301       | 0,01 %  |
| Zhuang          | 279       | 0,01 %  |
| Miao            | 225       | 0,01 %  |
| Sonstige        | 774       | 0,02 %  |

## Lage
Die Stadt liegt etwa 1000 km südlich von Peking und 120 km nördlich der Provinzhauptstadt Hefei. Sie ist durch den Fluss Huai zweigeteilt.

## Wirtschaft und Infrastruktur

### Verkehr
Bengbu liegt an der Bahnlinie von Guangzhou nach Peking und ist von Shanghai aus in etwa fünf Stunden zu erreichen.
Der nächste Flughafen befindet sich im etwa 200 km entfernten in Nanjing.

### Wirtschaft
Die Innenstadt ist geprägt vom Gegensatz der alten chinesischen Lebensart und moderner Einflüsse. Wie in den meisten größeren Städten im Reich der Mitte findet sich auch hier eine bunte Mischung aus mobilen und stationären Garküchen, fliegenden Händlern, Karaokebars, Minigeschäften und modernen Kaufhäusern.